# Cunigunda de Eisenberg
Cunigunda (sau Kunigunde, Kunne) (n. cca. 1245 – d. 1286) a fost o nobilă germană.

## Viață
Cunigunda a fost fiica lui Otto de Eisenberg. Ea a devenit domnișoară de onore a Margaretei de Sicilia, soția landgrafului Albert al II-lea de Thuringia. Ea a reușit să îi atragă atenția acestuia din urmă, devenindu-i amantă și născându-i doi copii ilegitimi. Faptul a cauzat despărțirea lui Albert de Margareta.
Margareta și-a părăsit soțul în 24 iunie 1270, murind șase săptămâni după aceea, la Frankfurt pe Main. Aceasta a făcut posibilă căsătoria lui Albert cu Cunigunda, în ciuda faptului că aceasta era de un rang inferior.
Cunigunda a murit în 1286 și a fost înmormântată în mănăstirea Sfintei Ecaterina din Eisenach.

## Căsătorie și urmași
Cunigunda s-a căsătorit cu Albert de Meissen în 1274. Cei doi copii au lor s-au născut înainte de căsătorie și au fost legitimizați ulterior:
1. Elisabeta (n. înainte de 1270 – d. cca. 23 aprilie 1326), căsătorită înainte de 11 aprilie 1291 cu Henric al II-lea de Frankenstein (d. 23 aprilie 1326)
2. Albert (numit Apitz) (n. înainte de 1270 – d. între 1301 și 1305), senior de Tenneberg din 1290, înmormântat în mănăstirea Sfintei Ecaterina din Eisenach

Albert a încercat să îl favorizeze pe Apitz față de fiii săi din prima căsătorie (Frederic și Diezmann), încercând să îi confere cea mai mare parte din posesiunile sale. Acest fapt a condus la un lung război între Albert și fiii săi.